# The Crowd
The Crowd war der Name, unter dem mehr als 50 Stars der britischen Musikszene 1985 gemeinsam das Rodgers-/Hammerstein-Lied You’ll Never Walk Alone veröffentlichten. Die Single erreichte am 15. Juni 1985 die Nummer-eins-Position der UK-Charts.

## Hintergrund
The Crowd (englisch die Menschenmenge, Bezeichnung für die Zuschauer bei einem Fußballspiel) entstand als Reaktion auf die Brandkatastrophe im Stadion des englischen Fußball-Drittligisten Bradford City am 11. Mai 1985. Bei der Tragödie waren mehr als 50 Menschen ums Leben gekommen; ein Spendenfonds, der „Bradford City Disaster Fund“, wurde ins Leben gerufen, der den Hinterbliebenen und dem betroffenen Klub helfen sollte. Die Single, eine Coverversion des 1963er Nummer-eins-Hits von Gerry & the Pacemakers, sollte diesen Fonds unterstützen.
Graham Gouldman, Mitglied von 10cc, hatte die Stars für den guten Zweck zusammengerufen und war auch, gemeinsam mit Ray Levy, für die Produktion der Single verantwortlich. Leadsänger war wie bereits auf dem Nummer-eins-Hit von 1963 Gerry Marsden, der Namensgeber von „Gerry & the Pacemakers“. Er wurde damit der erste Künstler, der mit verschiedenen Versionen eines Liedes einen Nummer-eins-Hit hatte.
Innerhalb eines halben Jahres war The Crowd die dritte All-Star-Charity-Band, die in Großbritannien die Nummer-eins-Position erklomm, nach Band Aid im Dezember 1984 und USA for Africa im April 1985. Während die beiden anderen Projekte, die sich der Hungerhilfe für Afrika widmeten, auch über die Grenzen ihrer Heimatländer hinaus bekannt wurden, beschränkte sich die Popularität von The Crowd auf das Vereinigte Königreich.
Auf der B-Seite der Single waren kurze Botschaften einiger der beteiligten Stars, vor allem Danksagungen für den Erwerb der Single und die dadurch erfolgte Hilfe.

## Mitglieder
Auf dem Singlecover werden folgende Künstler als „The Crowd“ aufgelistet (nicht alle haben an der Aufnahme mitgewirkt):
Gerry Marsden, Tony Christie, Denny Laine, Tim Healy, Gary Holton, Ed Stewart, Tony Hicks, Kenny Lynch, Colin Blunstone, Chris Robinson, A. Curtis, Phil Lynott, Bernie Winters, Girlschool, Black Lace, John Otway, Rick Wakeman, The Barron Knights, Tim Hinkley, Brendan Shine, John Verity, Rolf Harris, Rob Heaton, Patrick McDonald, Smokie, Bruce Forsythe, Johnny Logan, Colbert Hamilton, Dave Lee Travis, Rose Marie, Frank Allen, Jim Diamond, Graham Gouldman, Pete Spencer, Chris Norman, Gerard Kenny, The Nolans, Graham Dene, Suzy Grant, Peter Cook, The Foxes, Jess Conrad, Kim Kelly, Motörhead, John Entwistle, Jimmy Hennie, Joe Fagin, David Shilling, Karen Clark, Gary Hughes, Zak Starkey, Eddie Hardin, Paul McCartney, Kiki Dee, Keith Chegwin, John Conteh